# Niese (Emmer)
Niese là một dòng sông ở Nordrhein-Westfalen, Đức. Nó là phụ lưu của sông Emmer ở Schieder-Schwalenberg.